# 聖米格爾帕南
聖米格爾帕南（西班牙語：San Miguel Panán），是危地馬拉的城鎮，位於該國西南部，由蘇奇特佩克斯省負責管轄，面積40平方公里，海拔高度418米，2002年人口7,163，人口密度每平方公里179.08人。